# Institut für niederrheinische Kulturgeschichte und Regionalentwicklung
Das Institut für niederrheinische Kulturgeschichte und Regionalentwicklung (InKuR) ist ein interdisziplinäres Institut zur Erforschung der Kultur- und Regionalgeschichte des Niederrheines an der Universität Duisburg-Essen. 
Das InKuR wurde 1998 als Institut der damaligen Gerhard-Mercator-Universität zu Duisburg gegründet mit der Absicht die Erforschung der Geschichte und Kultur des Niederrheines und den interdisziplinären Austausch hierüber zu fördern. Als Besonderheit des Institutes gilt die enge Zusammenarbeit mit niederländischen Kollegen und der Niederrhein Akademie/Academie Nederrijn e.V. in Xanten. In einer eigenen Schriftenreihe werden die Ergebnisse der Forschungen publiziert. Zudem unterhält das Institut eine eigene Bibliothek mit über 6000 Titeln. Seit 2010 wird das Periodikum Rhein-Maas: Geschichte, Sprache und Kultur durch Jörg Engelbrecht, Simone Frank, Christian Krumm und Holger Schmenk herausgegeben. 
Im Jahr 2005 wurde das InKuR von einem Zentralinstitut der Universität zu einem Institut des Fachbereiches der Geisteswissenschaften an der mittlerweile fusionierten Universität Duisburg-Essen gewandelt. Der seit der Institutsgründung als geschäftsführender Direktor tätige Dieter Geuenich wurde 2007 von Jörg Engelbrecht (gest. 2012) abgelöst.